# Virginia Carroll
Virginia Carroll (eigentlich Virginia Elizabeth Broberg, * 2. Dezember 1913 in Los Angeles; † 23. Juli 2009 in Santa Barbara, Kalifornien) war eine US-amerikanische Schauspielerin.

## Leben
Carroll arbeitete als Model, als die für den Film entdeckt wurde. Zunächst spielte sie für die RKO Pictures kleine Rollen in Kriminalfilmen und Kriegsdramen; Mitte der 1940er Jahre wurde sie in etlichen B-Western besetzt. Später war sie häufig in TV-Serienepisoden zu sehen. 1959 zog sie sich nach fast 75 Rollen als Barmädchen, Westernheldin oder Krankenschwester aus dem Filmgeschäft zurück.
1936 heiratete sie den Schauspieler Ralph Byrd; nach dessen Tod war sie ein zweites Mal verheiratet.

## Filmografie (Auswahl)
- 1936: Bankraub in Claytonville (Tenderfoot goes York West)
- 1940: Ihr erster Mann (Waterloo Bridge)
- 1943: Haruschi – Sohn des Dr. Fu Man Chu (G-Men vs. The Black Dragon)
- 1947: Smash-Up: The Story of a Woman
- 1947: Verwegene Männer im Sattel (The last Round-Up)
- 1949: Die Goldräuber von Tombstone (Bad Men of Tombstone)
- 1949: Männer mit eisernen Nerven (Riders of the Whistling Pines)
- 1949: Whip Wilson schlägt zu (Crashing Thru)
- 1952: Hyänen der Unterwelt (Loan Shark)
- 1953: Lange Finger - Harte Fäuste (Pickup on South Street)
- 1954: Die Welt gehört der Frau (Woman’s world)
- 1955: Ein Fall für Johnny Denton (The Big Tip Off)
- 1955: Guten Morgen, Miss Fink (Good Morning Miss Dove)
- 1955: Sensation am Sonnabend (Violent Saturday)
- 1956: Der schwarze Mustang (Stranger at my Door)
- 1956: Eine Handvoll Hoffnung (Bigger than Life)
- 1956: Zwischen Himmel und Hölle (D-Day Sixt of June)
- 1956: The Dark Wave (Dokumentar-Kurzfilm)
- 1957: Flammen über dem Silbersee (Spoilers of the Forest)
- 1959: Sensation auf Seite 1 (The Story of Page One)